# St. Johannis (Schweinfurt)
Koordinaten: 50° 2′ 46,3″ N, 10° 13′ 59″ O
St. Johannis (auch: Johanniskirche) in Schweinfurt war die Hauptkirche der ehemaligen Reichsstadt Schweinfurt und ist heute eine evangelisch-lutherische Pfarrkirche, die sich am Sitz des Evangelisch-Lutherischen Dekanats Schweinfurt befindet.
St. Johannis ist eine der kunsthistorisch bedeutsamsten evangelischen Kirchen im fränkischen Maingebiet und steht auf dem Martin-Luther-Platz, einem erhabenen Platz nördlich des Marktplatzes.
Sie war als Bürgerkirche geplant und ab 1325 trug allein der Rat der Stadt Schweinfurt die Baulast. Geweiht ist sie dem Evangelisten Johannes und Johannes dem Täufer. Im Herrenchor hängt das älteste Konfessionsbild Süddeutschlands, das Schweinfurter Konfessionsbild.

## Baugeschichte

### Kirchenburg

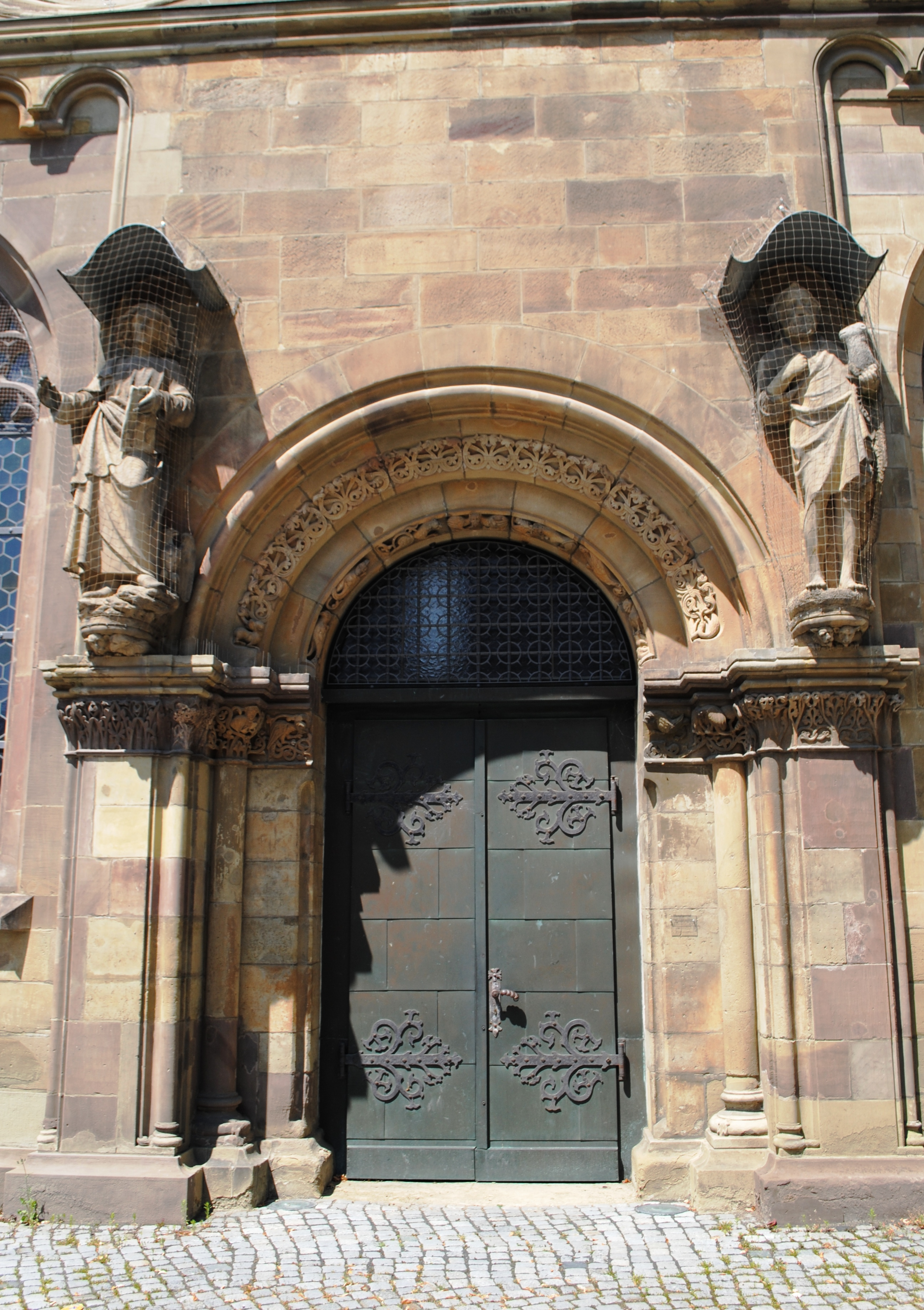
Romanisches Brautportal, auch Brauttor (1240)

Reste der Stadtmauer, die eng um den Nord- und Westbereich der Kirche verliefen, wurden 1258 erstmals urkundlich erwähnt. Grundmauern von Gaden wurden nördlich der Kirche, unter dem Alten Gymnasium aufgefunden. Dies lässt den Schluss zu, dass die Kirche ursprünglich als Kirchenburg und zum nördlichen Schutz der im 12. Jahrhundert neu angelegten heutigen Altstadt erbaut wurde.

### Romanische Kirche
Die Baugeschichte der Kirche beginnt spätestens gegen Ende des 12. Jahrhunderts. Schon im letzten Viertel des 12. Jahrhunderts soll der Bau eines romanischen Chores (wohl als Teil einer dreischiffigen Basilika) als auch der des Nordturmes begonnen wurden sein. 1987 wurden bei archäologischen Ausgrabungen in diesem Chor Reste eines mutmaßlichen Vorgängerbaus gefunden. Daraus lässt schließen, dass das Alter der heutigen evangelischen Hauptkirche Schweinfurts noch weiter zurück reicht. 1237 war der Nordturm vollendet. Das Brautportal auf der Südseite, ein Wahrzeichen der Stadt, wurde 1240 errichtet. 

### Gotischer Ausbau

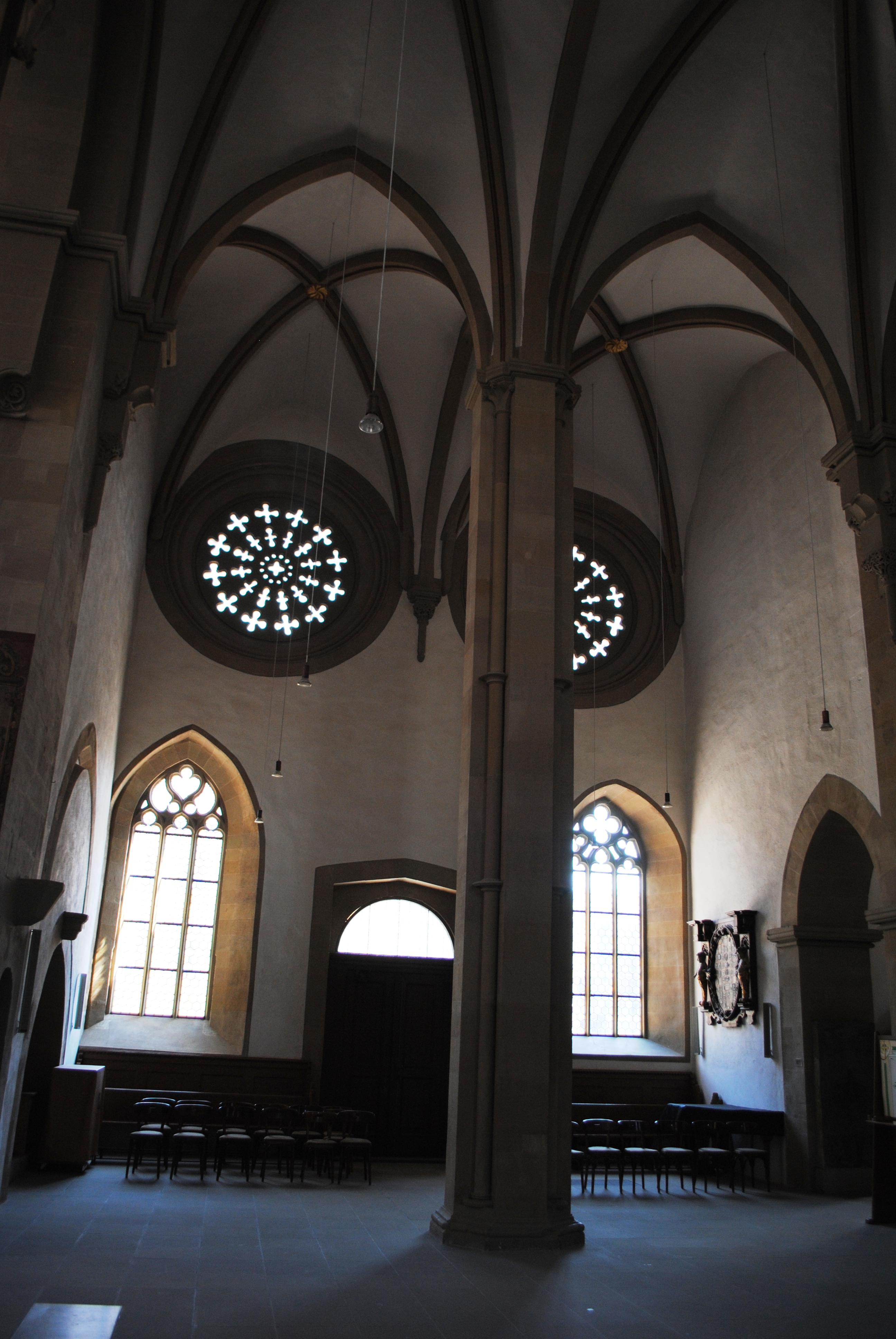
Gotisches Querhaus

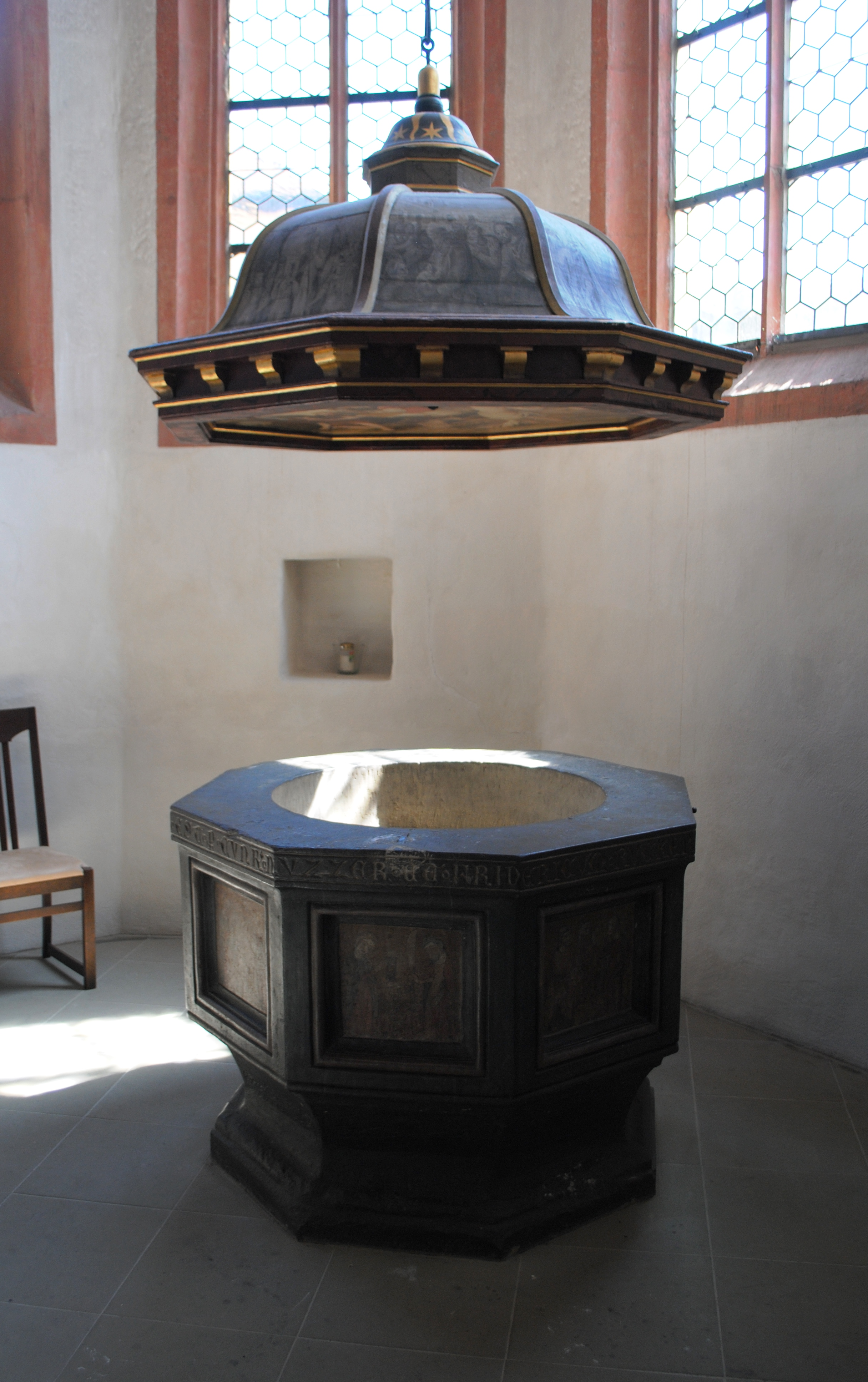
Gotischer Taufstein (1367)

Mit dem Kauf eines Steinbruchs in Sömmersdorf wurde die Kirche 1325 erstmals urkundlich als „ecclesia“, als Pfarrkirche, erwähnt. 1360 stand der Kirchenbau in seiner ersten Form. Auf den Südturm hatte man verzichtet. 
Bei einer ersten Erneuerung im Jahr 1400 wurde der kleine Chor abgerissen und durch einen größeren, gotischen ersetzt sowie die Sakristei angebaut. 1411 war der neue Chor fertiggestellt. 1417 war die Kirche erstmals vollständig unterkellert. Im Jahr 1460 folgte der Anbau des späteren Herrenchors als Heilig-Grab-Kapelle. Der heute nicht mehr vorhandene gotische Hochaltar wurde 1484 geschaffen.

### Neuzeit
1542 hatte die Freie Reichsstadt Schweinfurt die Reformation übernommen. St. Johannis wurde evangelische Stadtkirche. Bei der Verwüstung der Stadt im Markgräflerkrieg 1554 wurde sie schwer beschädigt. Ab 1555 erfolgte der Wiederaufbau. Zum Ende des 16. Jahrhunderts erhielt die Kirche Holzemporen im Süden. Nach erneuter Renovierung im Jahr 1604 wurde 1620 der Treppenturm im Nordwesten angebaut. Im Jahr 1662 bekam St. Johannis eine Barockorgel, die heute nicht mehr vorhanden ist.
1707–1739 wurde die Kirche innen umfassend renoviert. Durch den Einbau von Holzemporen wurde sie stark verändert. Die ursprünglichen Pultdächer wurden durch Mansarddächer ersetzt, die fensterlosen Hochschiffswände, die sie als Pseudobasilika kennzeichneten, sind seither nicht mehr von außen zu sehen. Im Jahr 1744 war der Bau des südwestlichen Treppenturms abgeschlossen. 1888 wurde eine Heizung, 1905 eine elektrische Beleuchtung eingebaut.

### 20. Jahrhundert
Bei einer umfassenden Renovierung im Jahr 1911 entfernte Professor Otto Schulz zahlreiche Ergänzungen des Barocks und legte die Fresken und Malereien des Mittelalters wieder frei. Mehrere neue Eingänge wurden geschaffen, farbige Glasfenster, die heute nicht mehr existieren, angeschafft. Der Zweite Weltkrieg verschonte St. Johannis nicht, einige Kunstwerke konnten jedoch ab 1942 im neugeschaffenen, geschützten Archivraum im Turmuntergeschoss eingelagert werden.
Die unmittelbare Nachkriegszeit wurde für den Wiederaufbau genutzt. Die Holzteile der Kirche wurden entfernt, eine Holzdecke wurde eingezogen. 1960–1964 wurden die Außenmauern renoviert. Hierbei wurde das Nordportal in ein Fenster zurückverwandelt. Ein Vorbau am Haupteingang im Westen, eine Ergänzung aus dem späten 19. Jahrhundert, wurde entfernt.
In den Jahren 1984–1992 folgte die Innenerneuerung der Johanniskirche. Die Turmkapelle wurde innen wieder geöffnet, die Sakristei erhielt einen Westzugang. Die Kirche wird vom Bayerischen Landesamt für Denkmalpflege unter der Nummer D-6-62-000-104 eingeordnet.

## Architektur
Acht Jahrhunderte mit ihren Kriegen, Wiederaufbauten und Ergänzungen drücken sich in der Architektur aus. Eine eindeutige stilgeschichtliche Einordnung ist deshalb schwierig.

### Südseite

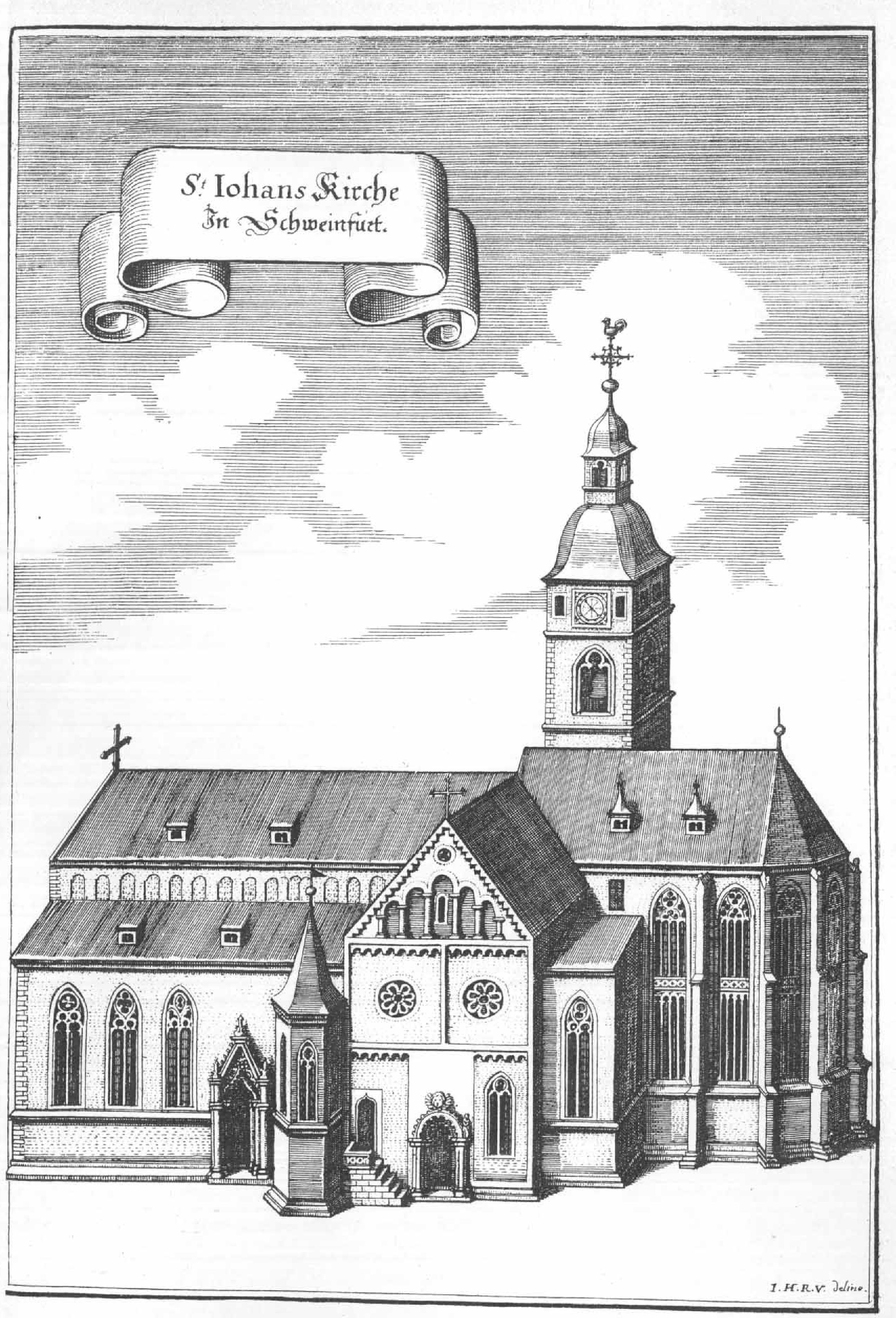
Südseite. Merian-Stich von 1646

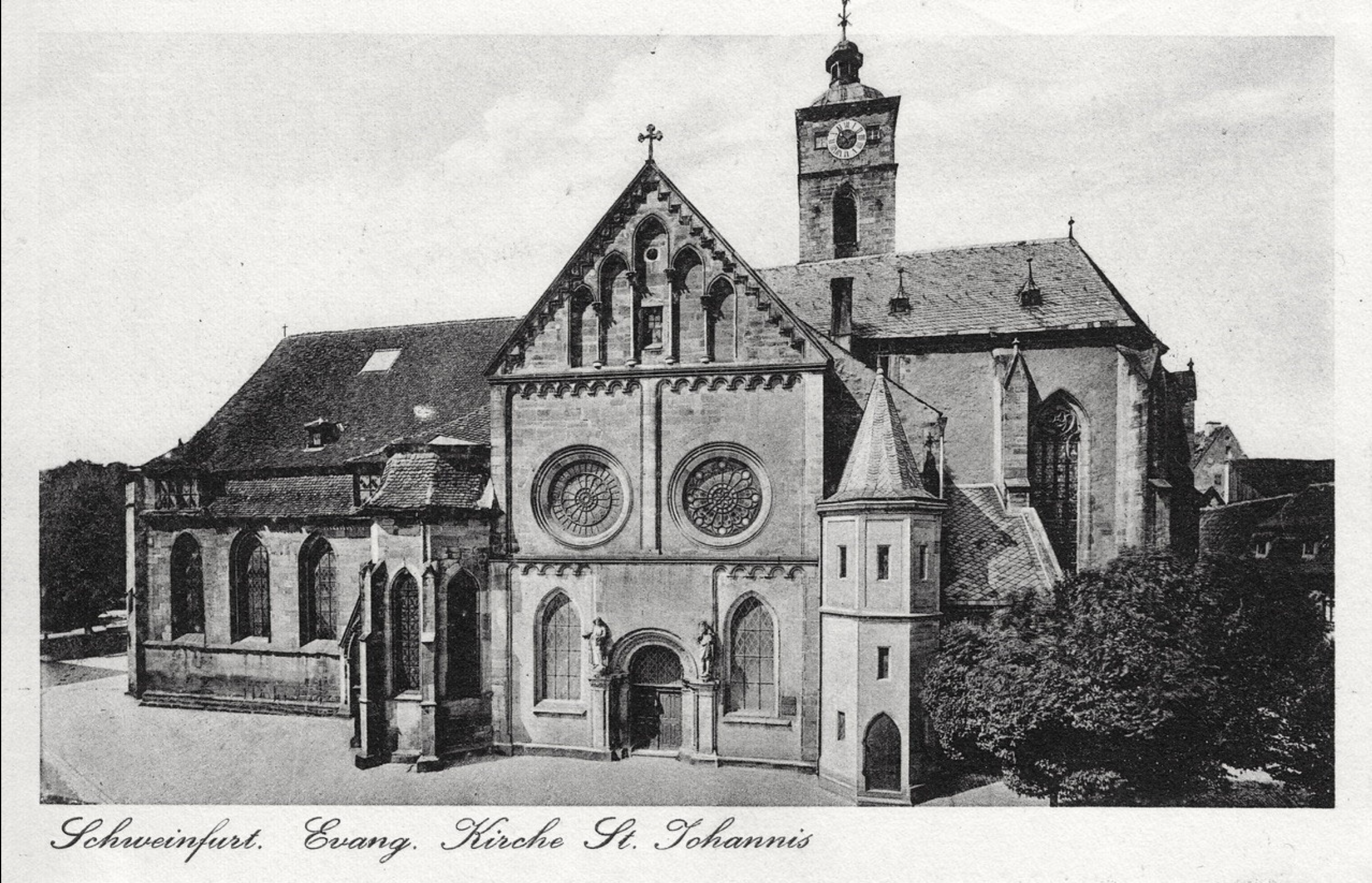
Südseite um 1900

Die Schauseite der Kirche aus fränkischem Sandstein wird von der mächtigen Giebelwand des Querhauses dominiert. dessen Zweischiffigkeit ist auch von außen erkennbar. In der Mitte befindet sich das spätromanische Brautportal, weitere Gliederungen bestehen aus Lisenen, verschiedenen Friesen und den Gewänden der Rundfenster. Blendarkaden mit Knospenkapitellen weisen bereits auf die Formen der frühen Gotik hin. Neueren Datums sind die beiden Spitzfenster, die 1890 im neugotischen Stil erbaut wurden. Historische Abbildungen lassen eine Entwicklung des Langhauses aus einer Pseudobasilika in Richtung Hallenkirche erkennen; im 17. Jahrhundert gab es zwischen Seitenschiffsdach und Mittelschiffsdach eine mit Blenden geschmückte fensterlose Hochschiffswand, um 1900 war die untere Dachpartie deutlich steiler als die obere, ähnlich einem Mansardendach, heute nimmt die Dachneigung zur Traufe hin leicht ab.
Das Brautportal wird von Ornamenten der Spätromanik mit Rankenwerk und mehreren Fabelwesen geprägt. Der Meister ist unbekannt. Im Jahre 1891 mussten mehrere Teile neugotisch ergänzt werden. Joseph Metzger schuf die Säulen der Figuren und die Figur des Apostels Johannes links. Johannes der Täufer, rechts, entstand wohl im 14. Jahrhundert. Das Tympanon ist zerstört, die Ornamentik der Bogenkehlen besteht aus Drachen, die mit Löwen ringen.
Rechts vom Giebel ist der Unterbau des verworfenen Südturmes erkennbar. Daneben befindet sich die Sakristeierweiterung von 1411. Die Dächer, zu verschiedenen Seiten schräg abfallend, wurden nach einer 1646 angefertigten Zeichnung für Matthäus Merian verändert. Die Südseite schließt rechts mit dem Chor ab. Er hat Pultdächer und Stirngiebel und ist mit Kreuzblumen geschmückt. Links vom Querhaus befindet sich die kleine, 1739 barockisierte Taufkapelle mit einem Mansarddach.
Das Langhaus-Südportal mit einem frühgotischen Portalbogen schließt sich links an. Die Gewände sind mit Wulsten, Kanten und Hohlkehlen verziert. Die äußere Bogenkehle zeigt Eichenlaubornament. 1962 wurde die Maske im Scheitel ergänzt.
Das Tympanon fehlt, die Figuren in der inneren Bogenkehle sind schwer zu entziffern. Es handelt sich wohl um zwei Tiere und zwei Männer, einer mit einem Schwert. Weiterhin sind phantastische Lebewesen mit Menschenkörpern erkennbar. Zwei Konsolen mit einem Affen und einem Fabeltier tragen den Türsturz. Der Bogen ist mit einem Maßwerkrelief geschmückt. Links vom Portal befinden sich Wetzrillen.

### Westseite

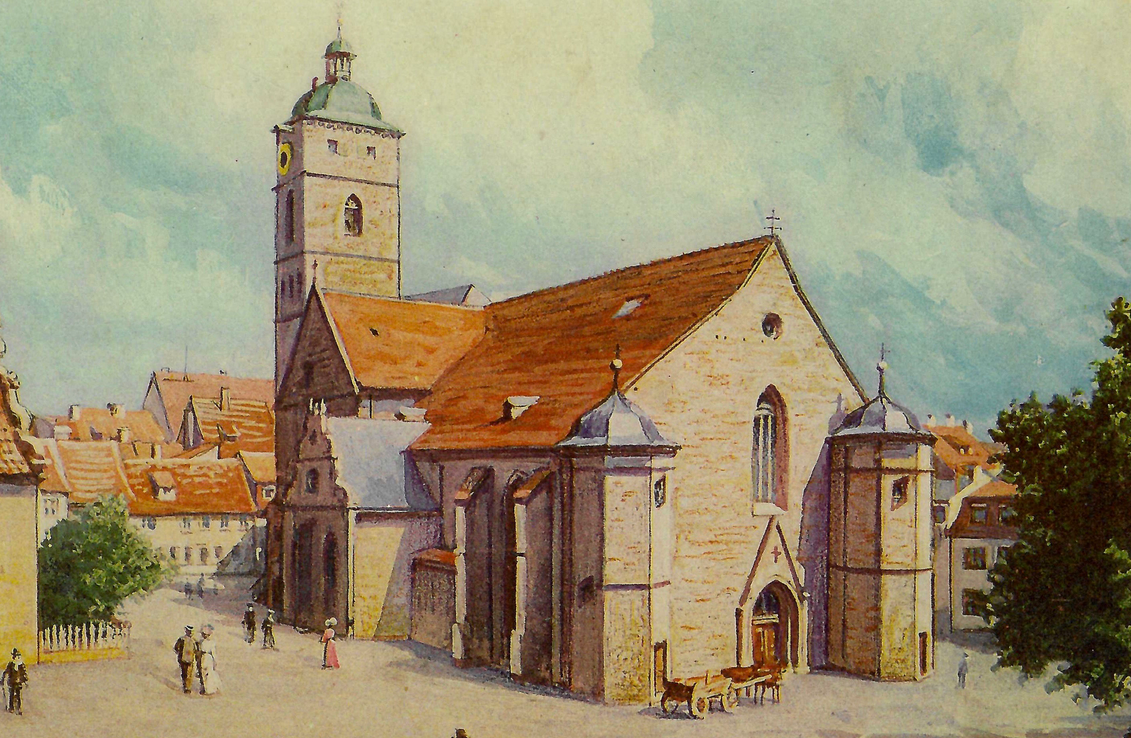
Nord- und Westseite, ohne Vorbau am Haupteingang. 19. Jahrhundert

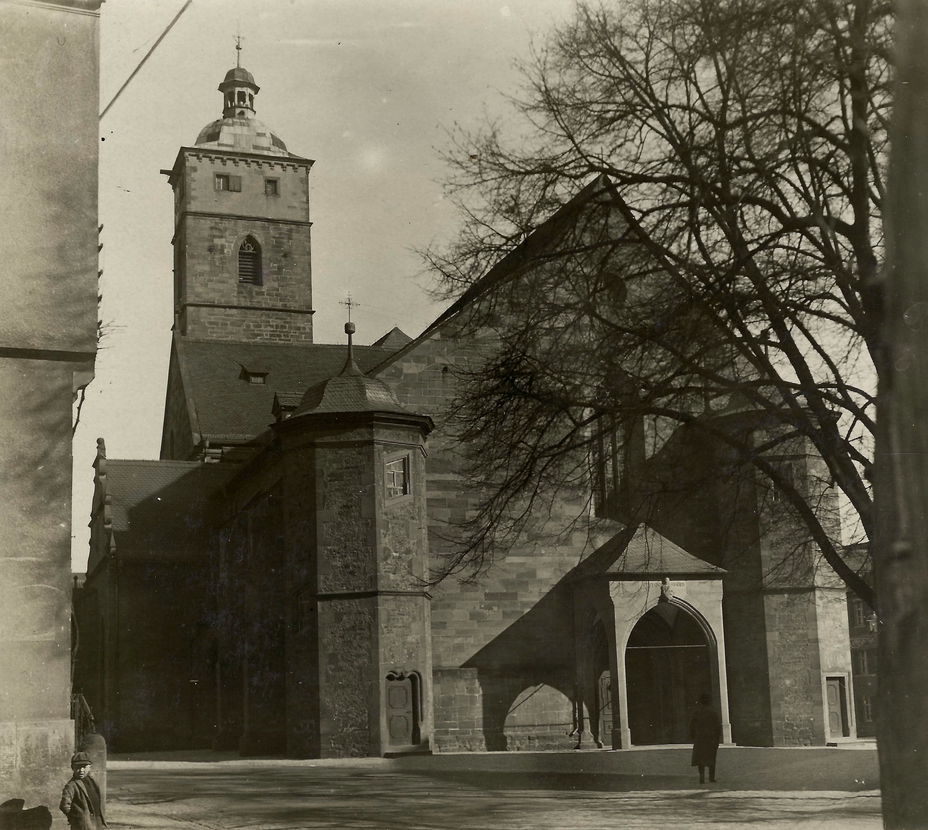
Westseite, mit Vorbau am Haupteingang. Um 1900

Die Westseite der Kirche erscheint wesentlich schlichter als die Südseite und wird nur durch die beiden Treppentürme gegliedert. Der nördliche wurde 1620 errichtet und musste 1950 neu aufgebaut werden. Im Jahr 1744 entstand der südliche Turm. Das Portal, das zeitgleich mit dem Langhausportal im Süden entstand, befindet sich nicht in der Mitte der Wand, sondern ist von der Nordecke dreieinhalb Meter weiter entfernt, als von der Südecke, entsprechend dem Gewölbe unter der Westempore, das unter dem Nordseitenschiff ein Joch breiter ist als unter dem Südseitenschiff. Es gleicht diesem in Form und Größe. Allerdings ist es kaum geschmückt. Lediglich ein Kreuz im Giebelfeld und das Johannissiegel von 1963 gliedern es. Ebenfalls 1963 entstanden die Stützkonsolen des Tympanons.

### Nordseite
Die Johanniskirche wirkt im Norden festungsartig mit Wandstärken von 1,40 m. Dies erklärt sich aus der ursprünglichen Nähe zur Stadtmauer, die parallel verlief. Gegliedert wird die Fassade dort durch das Querhaus, den Herrenchor und den einzigen Turm.
Die Rundbogenfenster im schlichten Querhausgiebel rechts vom Turm stammen aus dem Jahr 1911. Auf der linken Seite des Turmes befindet sich der gotische Chor mit hohen Fenstern von 1411. Die seit 1911 erwähnten farbigen Glasfenster gingen im Zweiten Weltkrieg verloren.
Der Herrenchor rechts vom Querhausgiebel entstand 1562. Seine Volutengiebel haben Renaissanceformen. Ursprünglich eingewölbt, wurde er 1762 barockisiert. Die Gewände der Fenster haben spätgotische Ausformungen. Der Meister, der auch an der Langhausnordwand arbeitete, hat sich mit seinem Zeichen dort verewigt.

#### Turm
Der Turm hat sechs Geschosse und überragt mit seinen 43 Metern das übrige Gebäude. Die untersten Etagen sind im romanischen Stil errichtet. Innen befindet sich die Turmkapelle. Zwei Rundbogenfenster stammen aus der ersten Bauphase des Gotteshauses um das Jahr 1200. Im Jahr 1989 wurde die Außentür entfernt, als die Turmkapelle wieder vom Kircheninneren aus betreten werden konnte. Nach dem Markgräflerkrieg wurden die drei oberen Geschosse erneut errichtet.
Im Jahr 1562 war der Aufbau abgeschlossen, eine niedrige Kuppel mit Laterne wurde aufgesetzt. Im fünften Geschoss hängen vier Glocken, auf der letzten Etage lag früher die Türmerwohnung. Das Sandsteinmauerwerk wurde dort nur an den Ecken hochgezogen. Mehrere Kanonenkugeln wurden eingemauert. Ein primitiver Lastenaufzug diente dem letzten Turmbewohner, einem Schuster, zum Transport seiner Waren.

##### Inschriften
Zwei Inschriften in der Ostwand des Turmes auf 18 m beschreiben den Wiederaufbau des Turmes nach 1554. Sie lauten links „ANO• 1• 5• 54• IAP• DEM• 1• MAII“ (im Jahre 1554, am Tage Jacobi Philippi, dem 1. Mai), was den Zerstörungstermin nennt, und rechts „ANNO/ 1560/ DEN• 10•/ IVNII“ (im Jahre 1560, am 10. Juni). Damit wird der Beginn des Wiederaufbaus genannt.

##### Glocken
Die Glocken sind auf die Töne d′-f′-g′-b′ gestimmt und folgen dem Te-Deum-Motiv. Kurz nach der Wiedererrichtung des Turmes wurde die 1563 gegossene Zwölf-Uhr-Glocke im Glockenstuhl aufgehängt. Es folgte 1574 die Elf-Uhr-Glocke, 1767 die Vaterunser-Glocke und 1956 die Auferstehungsglocke.

### Ostseite
Auf der Ostseite der Kirche wird der Chorabschluss von zweifach gestuften Strebepfeiler eingerahmt. Teile des Chores sind überbaut, sodass ein Fünfachtelschluss entstand. Dort befindet sich eine Chorpforte. Das genaue Errichtungsdatum ist unbekannt, in den Quellen ist es mit dem Jahr 1665 erwähnt.

### Innen
Die vielschichtige äußere Gestalt der Kirche wird im Inneren fortgeführt. Das Querhaus erscheint, untypisch für Kirchen mit kreuzförmigem Grundriss, wesentlich breiter als das Mittelschiff. Die Bauskulptur mit einigen Konsolen vom Meister des Brautportals stammt aus der Spätromanik. Man erkennt „Hornkonsolen“, die an zisterziensische Bauformen erinnern. Es gibt figürliche Darstellungen (Bär, Monster, Steinmetz), Knospen und Rankenkapitelle.
Zum Chor führen einige Stufen. Der romanische Teil des Chores ist zwischen den Turmunterbauten eingezwängt. Wieder ist in den Konsolen das Werk des Meisters des Brautportals zu erkennen. Im gotischen, weiter östlichen Teil haben fünf spitzbogige Fenster Kappengewölbe. Auch dort befinden sich qualitätvolle Konsolen, Gewölbegurte und Schlusssteine.
In der Sakristei begegnen sich ebenfalls zwei Bauphasen. Sie schließt westlich an die Unterbauten des nicht errichteten Südturms an, im Osten folgt die Erweiterung von 1411 mit Rippenkreuzgewölbe. In den Gewölbekonsolen stellen zwei Figuren möglicherweise das Stifterehepaar dar. Der Schlussstein enthält eine Lamm-Gottes-Darstellung. Eine Tür wurde 1911 angebracht. Im Süden befindet sich eine Piscina in einer spitzbogigen Nische.
Das Langhaus ist fast so breit wie lang (Verhältnis 23 zu 26) und wird zur Hälfte von der Orgelempore eingenommen. Der verbleibende Raum zwischen Querhaus und Empore ist dadurch sehr kurz. Das Kreuzgewölbe unter der Emporen hat in Richtung der Irchenachse zwei Joche und ist in sechs Schiffe eingeteilt: zwei unter dem Nordseitenschiff, drei unter dem Mittelschiff und eines unter dem Südseitenschiff. Das Langhaus hat schon seit 1550 hölzerne Flachdecken, über Nordseiten heute annähernd 2 Meter, über dem Südseitenschiff mehr als 2 Meter niedriger als über dem Mittelschiff Seitenschiffen. Über der Empore sind die Arkaden spitzbogig und wesentlich niedriger und die Hochschiffswände dementsprechend wesentlich höher als über dem unverbauten Teil des Langhauses. Die Decken wurden 1990 zuletzt nach Entwürfen von Hubert Distler erneuert. Eine ursprüngliche Einwölbung ist anzunehmen, und der Höhenunterschied der Fensterbögen lässt auf einen ursprünglich größeren Höhenunterschied der Schiffe schließen. 1739 angebrachte Rundbogen trennen das Mittelschiff von den Seitenschiffen. Die Empore im Langhaus hat eine Maßwerkbrüstung.

## Ausstattung

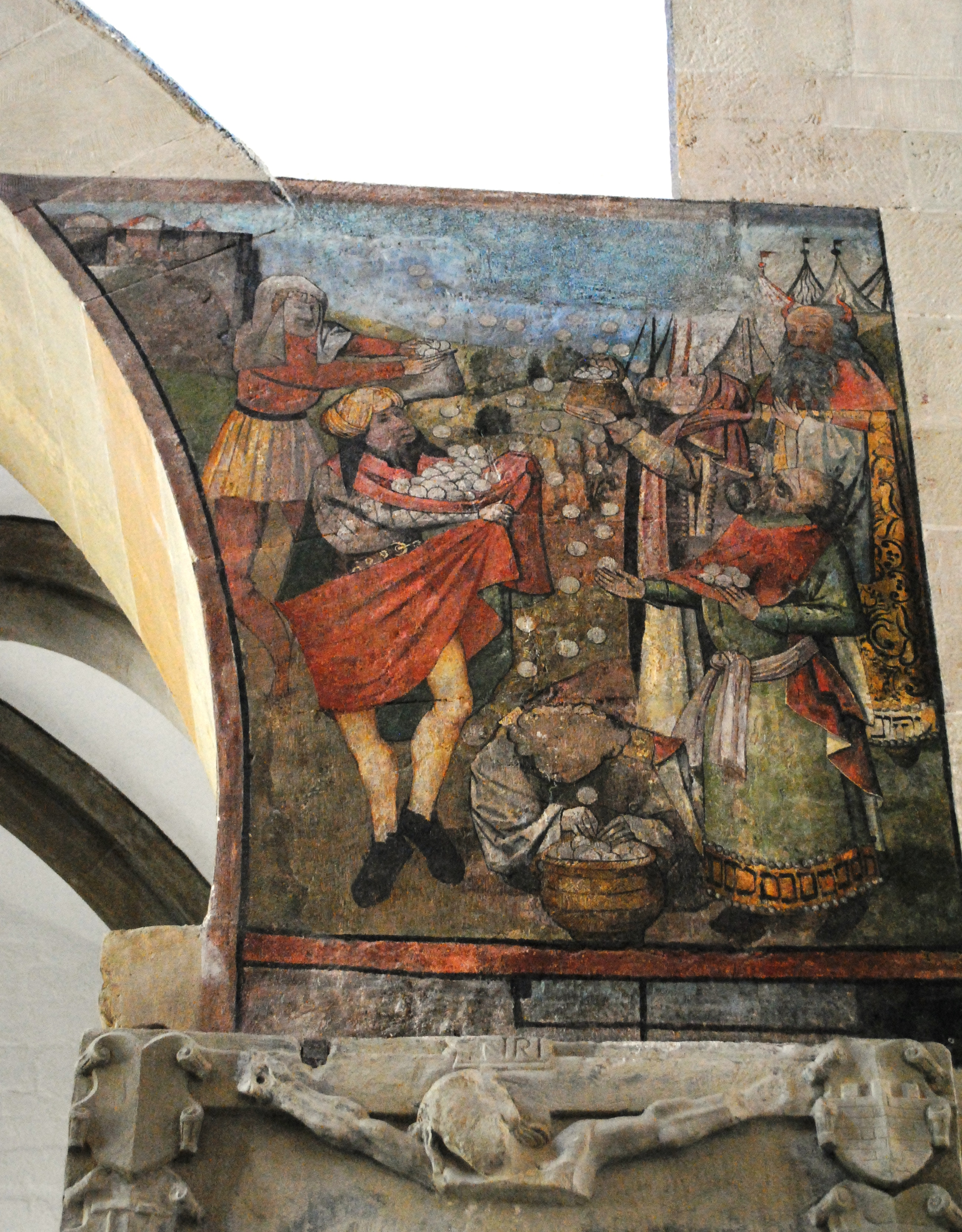
Mannalese im Querhaus

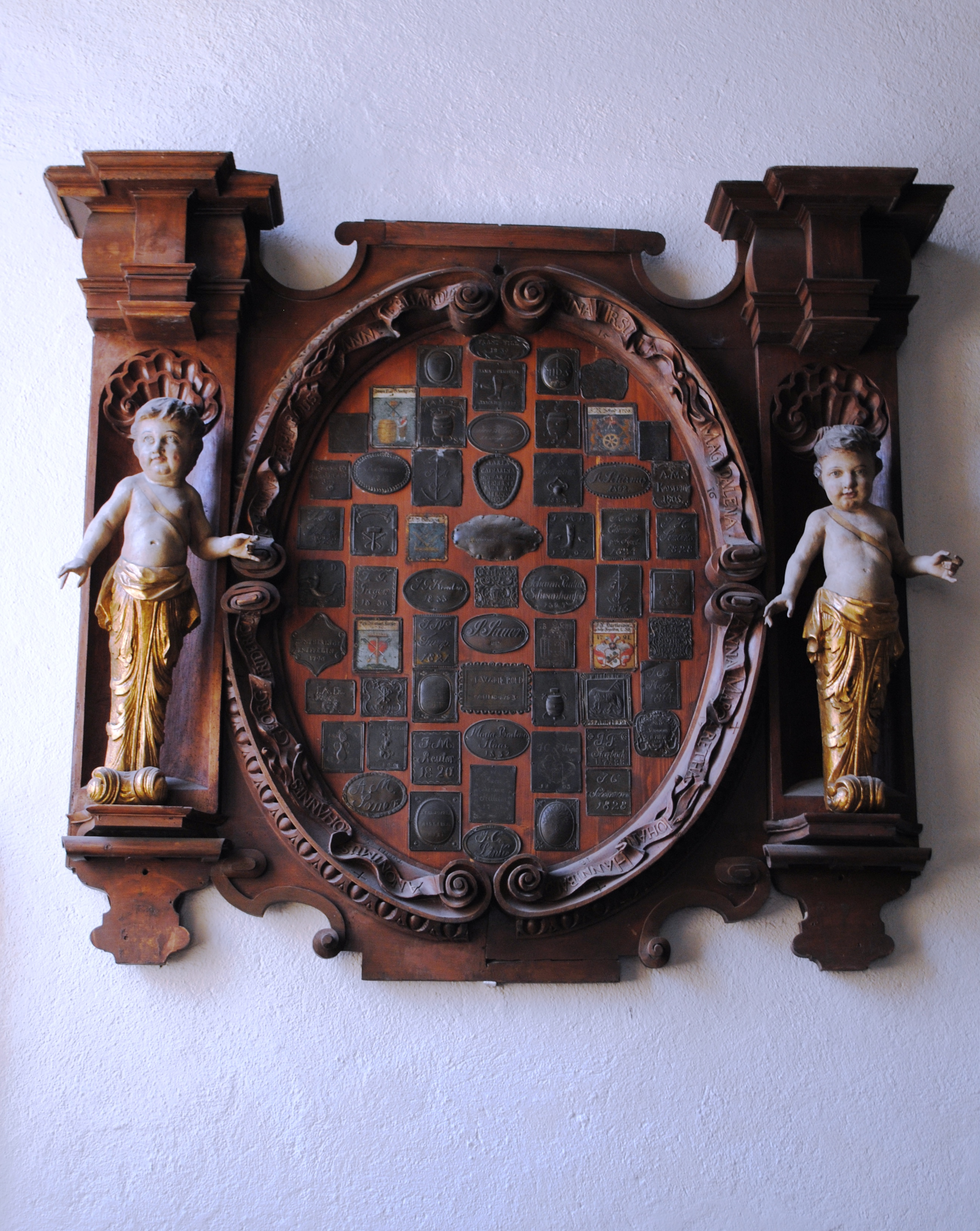
Stuhlschildersammlung im Querhaus

Auch im Inneren der Kirche begegnen sich viele Epochen und Stile. Die Kunstwerke stammen aus verschiedenen Zeiten und repräsentieren den Wandel in der sakralen Einrichtung.

### Querhaus
Im Querhaus befindet sich im Norden die Sammlung der Stuhlschildchen. Sie nennen bis 1911 die Eigentümer der Sitzplätze. Rechts von der Turmkapelle ist auf einem von Peter Dell dem Jüngeren, Schüler Tilman Riemenschneiders, geschaffenen Epitaph die 1552 verstorbene Margaretha von Wenkheim mit ihrem Mann dargestellt. Beide knien vor einem beschädigten Kruzifix. Über der Inschrift sind ihre Kinder, darunter Moritz von Wenkheim, erkennbar. Darüber zeigt ein Fresko aus dem Jahr 1480 die Mannalese der Israeliten. Eine weitere Grabtafel aus Bronze ist dem 1535 verstorbenen Kaspar Senf, dem Vater der Humanisten Kilian und Johannes Sinapius, gewidmet. Neben ihm sind seine beiden Ehefrauen dargestellt.

### Turmkapelle
Im Inneren der schlichten Kapelle, die zu den ältesten Bauteilen der Kirche gehört, befindet sich die sogenannte Sandstein-Madonna mit dem stehenden Jesusknaben. Sie trägt eine Krone und hält einen Apfel in der Hand. Sie lässt sich in keine Epoche eindeutig einordnen, weshalb sie in die Übergangszeit von der Romanik zur Gotik eingruppiert wird. Mit ihrer Haltung und dem Faltenwurf des Rockes scheint sie dem ausgehenden 13. Jahrhundert zugehörig. Details, wie das Schultertuch, ihr Haar und ihre Krone, ähneln allerdings Grabmalplastiken der Erfurter Severikirche. Dementsprechend wäre sie stilgeschichtlich in die zweite Hälfte des 14. Jahrhunderts einzuordnen. Ein Eingriff in die Skulptur geschah mit der Überarbeitung der Augen.

### Chor

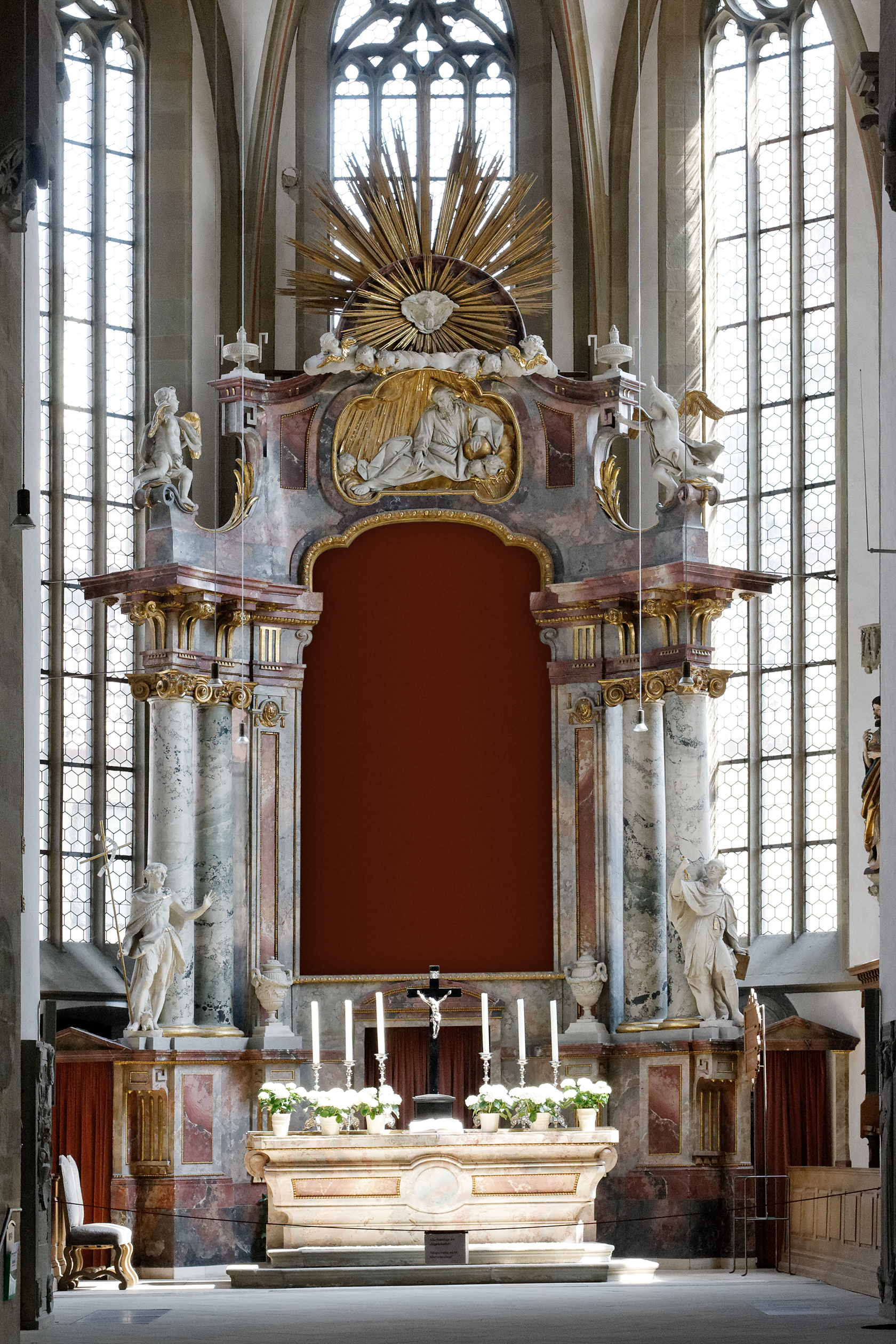
Hochaltar im Chorraum.
Gemälde wurde aus urheberrechtlichen Gründen rot abgedeckt

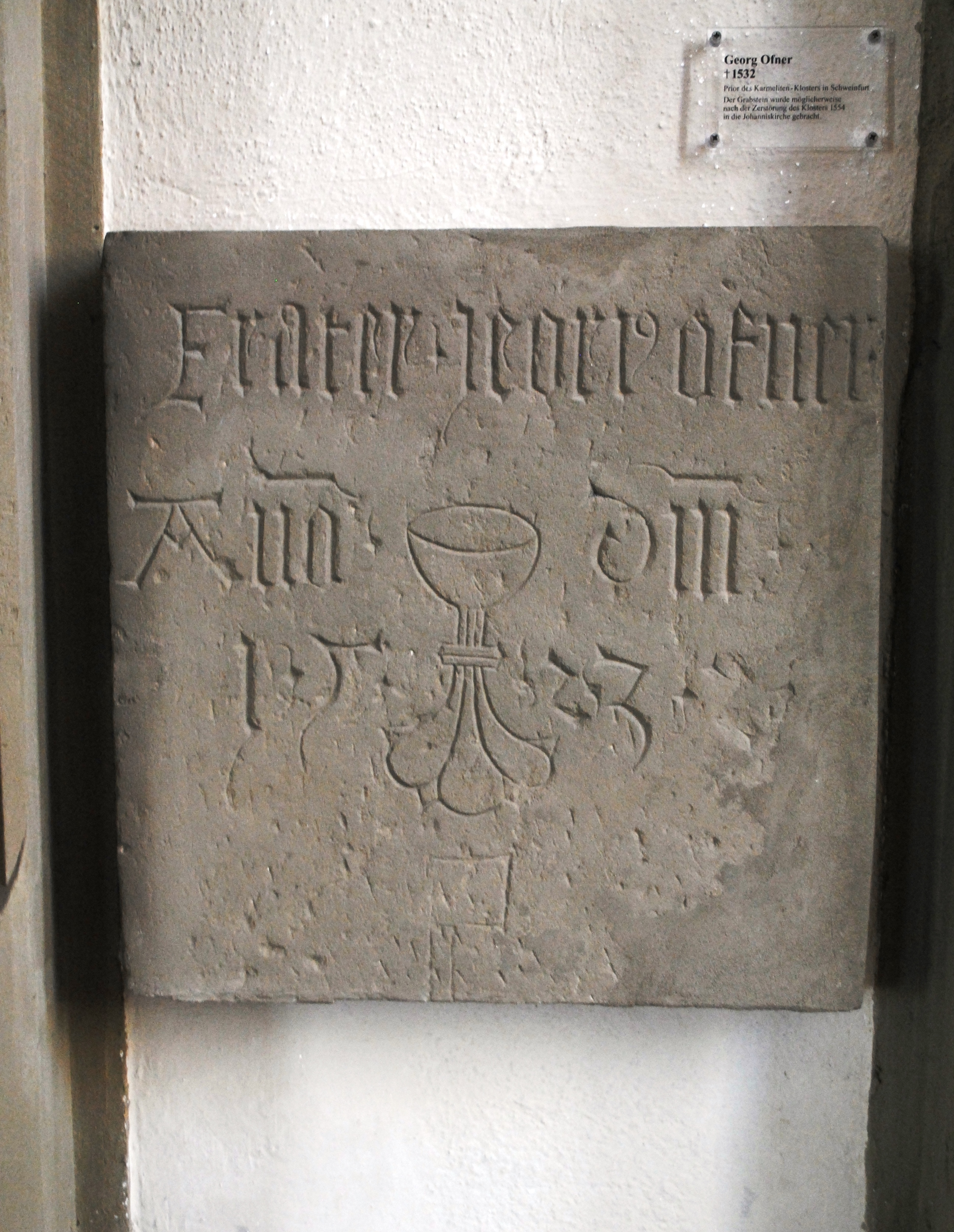
Georg Ofners Grabplatte im Chor

Der Hochaltar in der Mitte des großen Chorraums, geschaffen 1783 von Materno Bossi, kam im Jahr 1806 nach der Säkularisation des Klosters Heidenfeld in die Johanniskirche. Auf dem ursprünglichen Altarbild von Oswald Onghers, das durch eines des Malers Johann Adam Philipp Stößel ersetzt wurde, war die Kreuzigung dargestellt. Bekrönt wird der Altar von der den Heiligen Geist symbolisierenden Taube im Strahlenkranz.
Das zweite Altarblatt ging bei der Bombardierung Schweinfurts im Zweiten Weltkrieg verloren. Beim Wiederaufbau schuf der Maler Adolf Kleemann 1959 ein drittes Altarbild. Es zeigt das Erbarmen und die Auferstehung Jesu in einer modernen Welt. Durch die bunten Farben des Bildes und die gesetzteren Töne des Altars entsteht ein Kontrast.
Eingerahmt ist der Altar von vier Figuren der Spätgotik aus Holz mit von links nach rechts Maria mit dem Jesuskind, der ursprünglich ein eigener Altar zugedacht war, dem Apostel Johannes, Johannes dem Täufer und einem attributlosen Bischof, wohl Kilian. Eine Inschrift am Saum der Marienfigur mit der Jahreszahl 1510 lautet: „MARIA BIT DEIN KINT FÜR VN(S)“.
Ein Triumphkreuz, wohl von 1911, überragt den Chor. Umstritten ist die zeitliche Einordnung in das Jahr 1484, als das Kreuz Teil eines gotischen Altars gewesen sein soll. Jesus trägt echtes menschliches Bart- und Haupthaar. Die Bestuhlung im Chor stammt aus der Bauzeit; später erhielt es eine Renaissance-Bedachung. Die Trenngitter enthalten historisierende Elemente des Jahres 1911.
Das Bildnis Martin Luthers rechts im Chor wurde von dem gehörlosen Maler Wilhelm Bauer im Jahr 1811 gemalt. Gegenüber hängt das Bild Johannes predigt in der Wüste von Conrad Geiger 1807. Von mehrere Fresken ist das Bild auf der Südseite hervorzuheben, das Christus am Kreuz zeigt. Er hält in der linken Hand drei rote Rosen und nimmt einer gekrönten Frauengestalt ein Schwert ab. Das Fresko symbolisiert die geistige Bewegung der Mystik.
Von mehreren Grabplatten in Chor sind auf den beiden der rechten Seite Valentin von Münster († 1582) und Margaretha von Münster († 1619) dargestellt. Ein Epitaph aus Bronze auf der gegenüberliegenden Seite zeigt den 1637 verstorbenen Balthasar Rüffer, Reichsvogt in Schweinfurt. Die Epitaphmalerei Auferweckung des Lazarus ist dem Ratskonsulenten Georg Ruprecht gewidmet, der 1603 verstarb. Außerdem befinden sich dort die Grablegen Paul Brückners († 1622) und Georg Ofners († 1532). Vom Epitaph des Glockengießers Klaus Zeitlos ist ein Bronzebeschlag in die Wand eingelassen.

### Taufkapelle

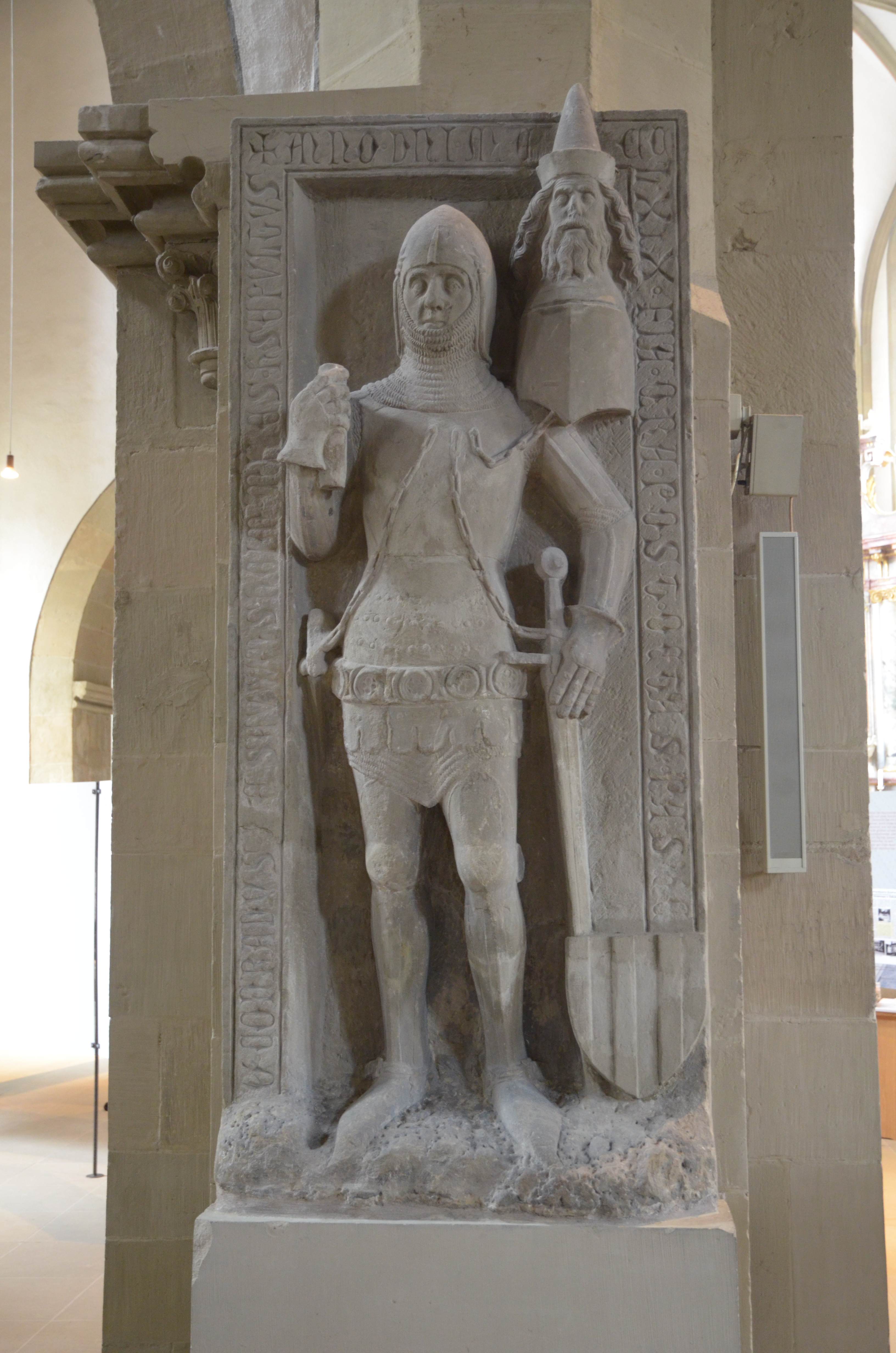
Das Epitaph Conrads von Seinsheim im Langhaus

Die Taufkapelle war eine Stiftung des Bürgers Friedrich Ruckert, dessen Wappenstein den Schlussstein des Gewölbes ziert. Die Entstehung kann auf das Jahr 1360 datiert werden. Im Osten sind Fresken der Fünf Hallen des Bethesda-Teiches und der Taufe des Kämmerers aus dem Mohrenland, eventuell 1604 von Stephan Brechtel, mit rot-grauer Blattornamentik gerahmt. Gegenüber ist ein barocker Handtuchhalter angebracht.
Der achteckige Taufstein in der Taufkapelle trägt eine umlaufende lateinische Inschrift. Übermalte gotische Malereien in den Feldern mit Szenen aus dem Leben Johannes des Täufers, darunter auch seine Geburt, und Bilder der Apostel wurden 1911 freigelegt. Im beginnenden 17. Jahrhundert erhielt der Taufstein einen hölzernen Deckel mit dem Glaubensbekenntnis und Johannesbildern.

### Langhaus
Die 1694 gestiftete Kanzel im rechten Teil des Langhauses ist reich ausgestattet. Die Stifterwappen von Andreas Tauber und seiner Ehefrau Dorothea über der Kanzeltür stammen aus einer unbekannten Werkstatt. Der Aufbau der Kanzel ähnelt denen aus markgräflichen Bildhauerstätten. Sie ist acht Meter hoch und ruht auf einem Mosesträger. In den Kanzelkorpus sind Statuetten der Evangelisten und von Johannes dem Täufer eingelassen, von links nach rechts Matthäus, Markus, Johannes der Täufer, Lukas und Johannes.
Den Schalldeckel krönt der auferstandene Jesus, umringt von Putten auf Akanthuswerk, die Marterwerkzeuge tragen. Am Rand des Deckels befinden sich figürliche Darstellungen der Apostel. Andreas steht vorne, was als Hinweis auf den Stifter (Andreas Tauber) zu verstehen ist. Das von Putten durchsetzte Schnitzwerk ist reich verziert. Gemeindealtar und Lesepult von 1990 stehen daneben.
Vom 14. bis zum 18. Jahrhundert war das Gotteshaus Grablege für die städtische Oberschicht der Stadt Schweinfurt, dadurch sind die vielen in der Kirche vorhandenen Grabmäler erklärbar. Von den 23 Grabmälern an den Wänden ist das älteste dem 1369 gestorbenen Conrad von Seinsheim gewidmet. Von 1588 stammt die Grabplatte für Wolff von Steinau, geschaffen von dem Bildhauer Hans Werner, der sich auf dem Epitaph selbst verewigt hat.

### Herrenchor
Der Herrenchor weist teilweise erneuertes Maßwerk auf. Der Bilderzyklus mit dem Leben Jesu beginnt mit der Taufe und setzt sich auf der Empore fort. Die Kunstwerke wurden im Jahr 1711 geschaffen; der Maler war Andreas Brückner. Die Rahmungen fertigte Johann Philipp Zehnder. Unter anderem ist die Geißelung Christi dargestellt.

### Schweinfurter Konfessionsbild

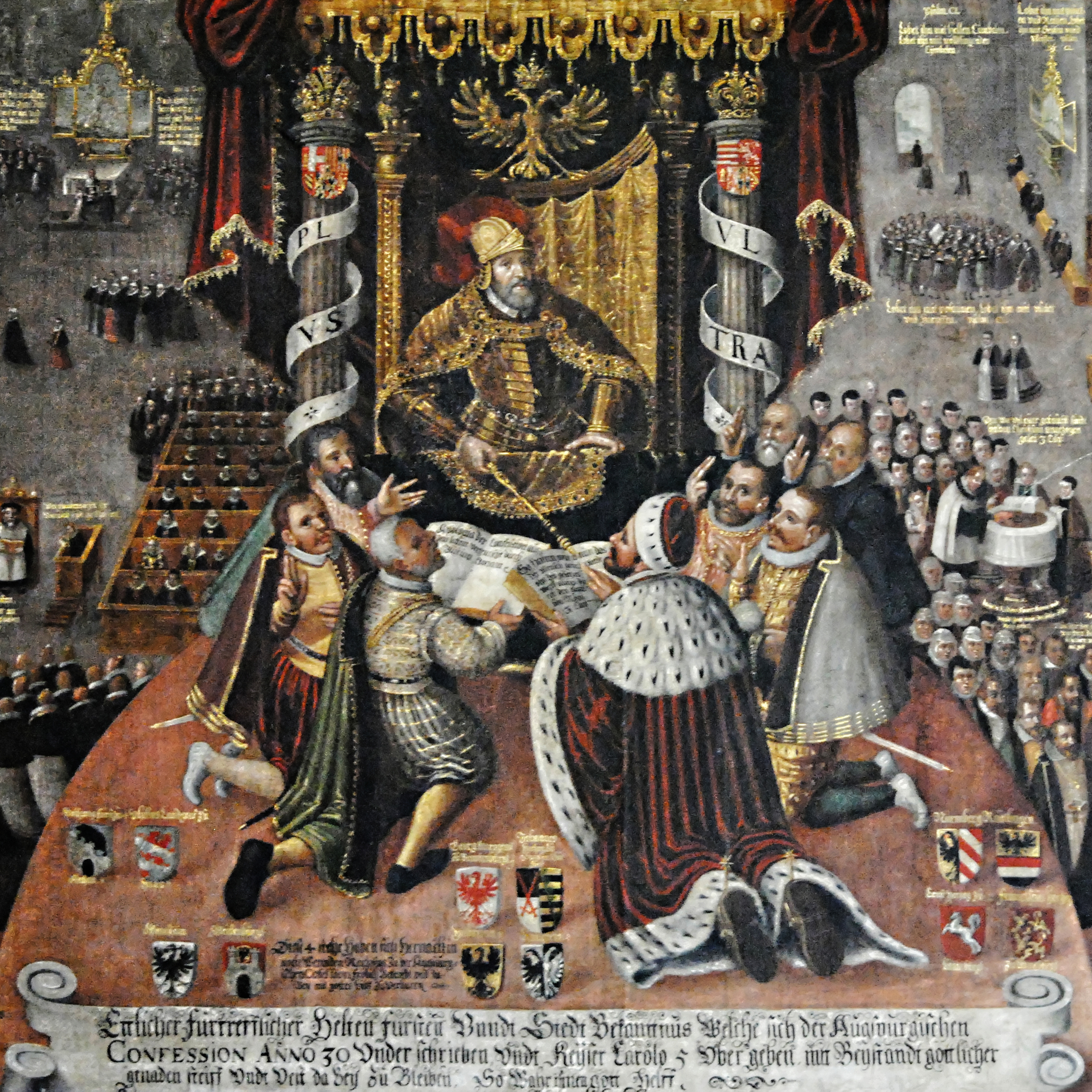
Mitte des Schweinfurter Konfessionsbildes

Im Herrenchor hängt das älteste Konfessionsbild Süddeutschlands, wohl aus dem ausgehenden 16. Jahrhundert, bezugnehmend auf die Confessio Augustana des Jahres 1530. Es ist in drei Abschnitte gegliedert. In der Mitte ist Kaiser Karl V., umgeben von Fürsten, von links nach rechts Fürst Wolfgang zu Anhalt, Landgraf Philipp zu Hessen, Markgraf Georg von Brandenburg, Herzog Johann von Sachsen, Ernst und Franz von Lüneburg und den Vertretern der Städte Nürnberg und Reutlingen, dargestellt. Dahinter sind ungefähr weitere 500 Personen zu sehen. Kleine Bibelzitate in Gold sind überall im Bild angebracht. Die Darstellungen gehen auf die Riten des evangelischen Gottesdienstes ein. So ist zum Beispiel das Abendmahl in beiderlei Gestalt dargestellt und erläutert. Dem Katechismusunterricht und der Kirchenmusik sind eigene Szenen gewidmet. Unter dem Altartisch werden die Gerippe der nicht-evangelischen Glaubensrichtungen allegorisch entsorgt. Das Bild ist Vorlage für das Konfessionsbild der Eisenacher Georgenkirche.

### Empore und Orgel

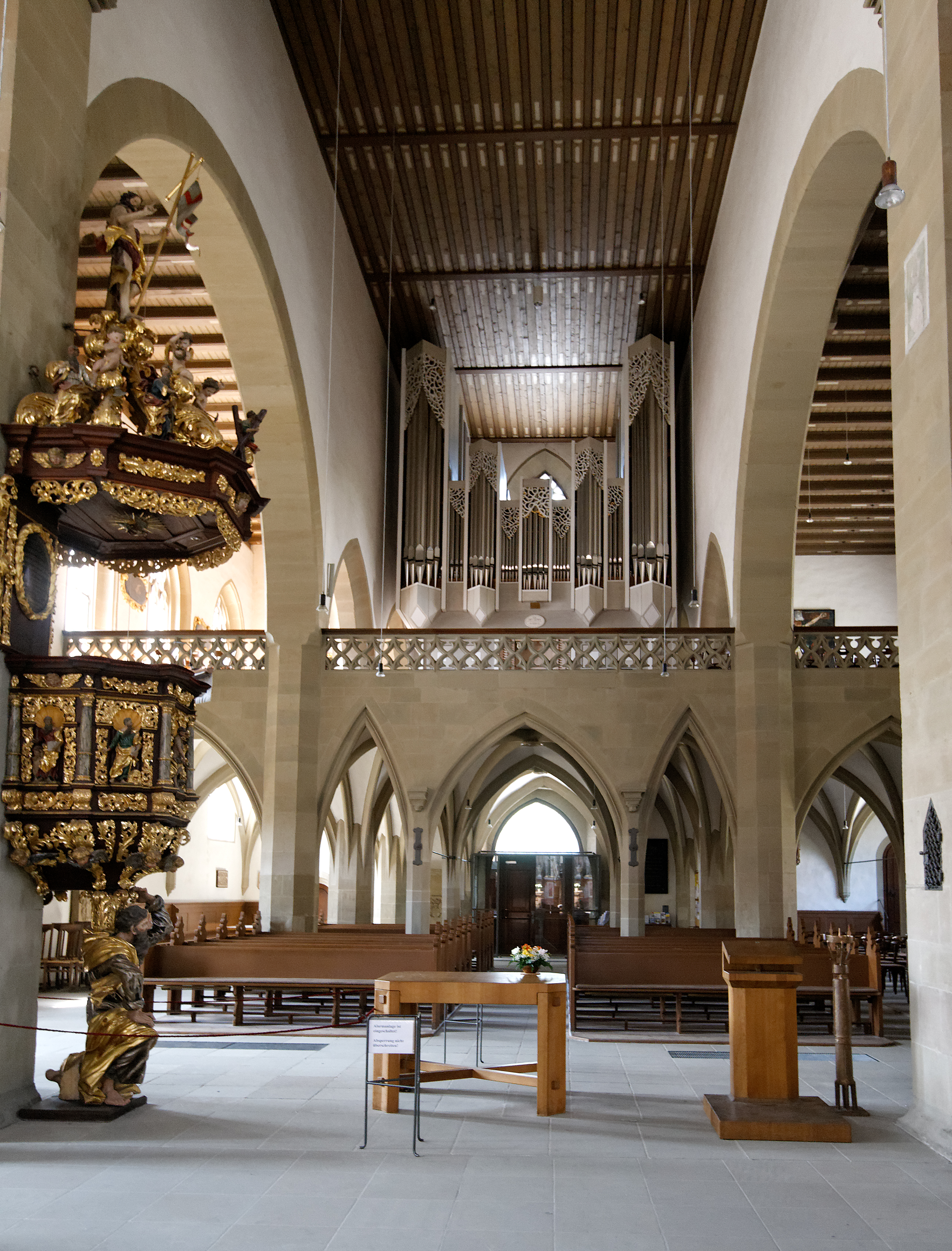
Kanzel und Empore mit Orgelprospekt

Die Empore enthält weitere Bilder des Jesu-Zyklus der Kirche, beginnend im Herrenchor,. Die Orgel wurde 1992 von der Firma Sandtner aus Dillingen an der Donau gebaut. Hans Jürgen Richter schuf die Disposition. Das Werk enthält 53 Register auf drei Manualen und Pedal. Die Gestaltung übernahm Franz Lichtblau. Die Schleierbretter wurden von Karlheinz Hoffmann aus Lindenholz gefertigt.
| I Hauptwerk C-g3 |                |       |
| 1.               | Praestant      | 16′   |
| 2.               | Principal      | 8′    |
| 3.               | Gedeckt        | 8′    |
| 4.               | Flûte harm.    | 8′    |
| 5.               | Viole de Gambe | 8′    |
| 6.               | Octave         | 4′    |
| 7.               | Blockflöte     | 4′    |
| 8.               | Quinte         | 2 ⁄3′ |
| 9.               | Superoctave    | 2′    |
| 10.              | Mixtur V       | 2′    |
| 11.              | Cimbel III     | 1′    |
| 12.              | Cornet V       |       |
| 13.              | Trompette      | 16′   |
| 14.              | Trompette      | 8′    |
| 15.              | Clairon        | 4′    |

| II Schwellwerk C-g3 |                   |        |
| 16.                 | Bourdon           | 16′    |
| 17.                 | Principal         | 8′     |
| 18.                 | Copula            | 8′     |
| 19.                 | Salicional        | 8′     |
| 20.                 | Voix céleste      | 8′     |
| 21.                 | Prestant          | 4′     |
| 22.                 | Flûte octaviante. | 4′     |
| 23.                 | Viola             | 4′     |
| 24.                 | Nazard            | 2 ⁄3′  |
| 25.                 | Quart de Nazard   | 2'     |
| 26.                 | Tierce            | 1 3⁄5′ |
| 27.                 | Septime           | 1 ⁄7′  |
| 28.                 | None              | 2′     |
| 29.                 | Plein-Jeu 4–5f.   | 2 ⁄3′  |
| 30.                 | Basson            | 16′    |
| 31.                 | Trompette harm.   | 8′     |
| 32.                 | Fagott-Hautbois   | 8′     |
| 33.                 | Clairon harm.     | 4′     |
|                     | Tremulant         |        |

| III Schwellwerk C-g3 |                |       |
| 34.                  | Principal      | 8′    |
| 35.                  | Rohrflöte      | 8′    |
| 36.                  | Quintade       | 8′    |
| 37.                  | Octave         | 4′    |
| 38.                  | Spitzflöte     | 4′    |
| 39.                  | Sesquialter II | 2 ⁄3′ |
| 40.                  | Doublette      | 2′    |
| 41.                  | Larigot        | 1 ⁄3′ |
| 42.                  | Sifflet        | 1′    |
| 43.                  | Mixtur IV      | 1 ⁄3′ |
| 44.                  | Cromorne       | 8′    |
| 45.                  | Voix humane    | 8′    |
|                      | Tremulant      |       |
|                      | Carillon       |       |

| Pedal C-f1 |               |         |
| 46.        | Principalbass | 16′     |
| 47.        | Subbass       | 16′     |
| 48.        | Quintbass     | 10 2⁄3′ |
| 49.        | Octavbass     | 8′      |
| 50.        | Gedecktbass   | 8′      |
| 51.        | Octave        | 4′      |
| 52.        | Flöte         | 4′      |
| 53.        | Mixtur III    | 2 ⁄3′   |
| 54.        | Bombarde      | 16′     |
| 55.        | Trompette     | 8′      |
| 56.        | Schalmey      | 4′      |

- Koppeln: III/II, III/I, II/I, III/P, II/P, I/P
- Spielhilfen: 64-fache Setzerkombination, Einführung über Hubmagnete in die mechanische Registertraktur (Doppeltraktur), Registercrescendo, Tutti, Pleno, Zungen, Remo-Card
- Stimmtonhöhe: 440 Hz bei 15 °C
- Stimmtonart: gleichschwebend[17]

## Bibliothek
Die Sakristei der Johanniskirche beherbergte seit 1574 über Jahrhunderte eine historische Kirchenbibliothek mit reichem Altbestand. Diese steht seit 2014 als Depositum der Kirchengemeinde in der Schweinfurter Bibliothek Otto Schäfer.